# Babeira
Babeira é um item das antigas armaduras medievais, semelhante ao barbote, porém com dupla finalidade; seu material em geral composto de ferro ou aço tinha como função proteger a barba do cavaleiro, e ainda servir com seu peso como estabilizador da viseira que cobria o rosto ou a parte superior dele: o peso da barbeira tornava-a mais confortável, mais fixa e, por isso, mais segura.

## Referência
- COIMBRA, Álvaro da Veiga, Noções de Numismática. SP. Secção Gráfica da Faculdade de Filosofia, Ciências e Letras da Universidade de São Paulo, 1965.